# George Smart (Dirigent)

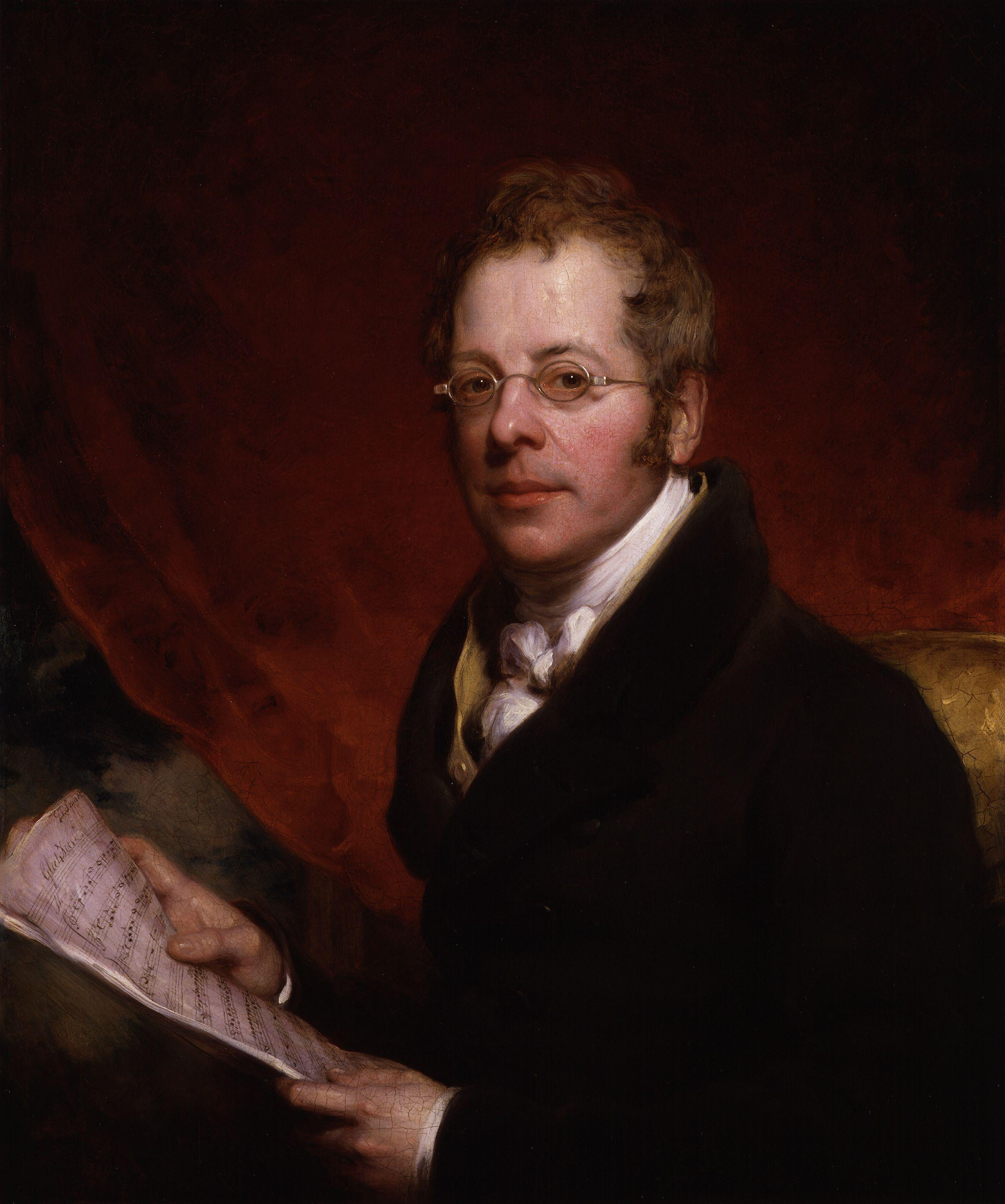
George Smart

Sir George Thomas Smart (* 10. Mai 1776 in London; † 23. Februar 1867 ebenda) war ein englischer Dirigent, Organist, Geiger und Komponist.

## Leben
Smart war einer der drei Söhne des Musikverlegers George Smart. Gleich seinen Geschwistern Charles Frederick und Henry Smart schlug er eine musikalische Laufbahn ein. Er war Chorsänger der Chapel Royal unter Leitung von Edmund Ayrton, nahm Orgelunterricht bei Thomas Sanders Dupuis und war Kompositionsschüler von Samuel Arnold.
1791 wurde er Organist an der St. James's Chapel. Er nahm außerdem als Geiger an den Subskriptionskonzerten von Johann Peter Salomon teil und wirkte als Orgel- und Gesangslehrer. Nachdem er eine Anzahl erfolgreicher Konzerte in Dublin dirigiert hatte, wurde er am 22. Februar 1811 als Knight Bachelor in den Adelsstand erhoben. 1822 wurde er Organist der Chapel Royal. Zwischen 1823 und 1840 wirkte er als Dirigent bei Musikfestivals in verschiedenen englischen Städten.
Smart war mit vielen prominenten Komponisten seiner Zeit bekannt, darunter Joseph Haydn und Ludwig van Beethoven, den er im September 1825 im Rahmen seiner Europareise kennenlernte, außerdem Carl Maria von Weber, der 1826 in Smarts Londoner Haus an Tuberkulose starb. 
Smart hinterließ umfangreiche Tagebücher, deren Originale sich in der British Library befinden. Auszüge wurde 1907 in London veröffentlicht. Daneben hinterließ Smart einige Kompositionen, wobei etliche der ihm zugeschriebenen Werke möglicherweise von seinem Vater oder seinem Bruder Henry stammen.